# Gino De Keersmaeker
Gino De Keersmaeker (Zwijndrecht, 24 juli 1970) is een Belgisch paralympisch sporter. Hij beoefent de sport atletiek, en is gespecialiseerd in het kogelstoten en discuswerpen.

## Loopbaan
Gino De Keersmaeker begon zijn sportcarrière in 1984 op veertienjarige leeftijd als langeafstandsloper. Daar werd hij opgemerkt door een sportleraar, die hem kennis liet maken met het kogelstoten en discuswerpen. Daarna is hij begonnen met trainen onder werperstrainer Rudy Morjean.
In 1991 raakte De Keersmaeker betrokken bij een ongeval, waardoor hij zijn linkerbeen tot boven zijn knie moet missen. Maar al twee weken na het ongeval stond De Keersmaeker alweer te trainen in de tuin van het ziekenhuis, waarin hij was opgenomen.
Binnen een jaar na het ongeval deed De Keersmaeker al mee aan de Belgische kampioenschappen discuswerpen voor mensen met een lichamelijke beperking, waar hij meteen de titel mee naar huis nam. Hierna werd hij geselecteerd voor het nationale team van België. En wist hij zich te plaatsen voor de Paralympics in Barcelona.
In 1993, twee jaar na het ongeval, deed De Keersmaeker voor het eerst mee aan het WK in Berlijn. Daar werd hij met kogelstoten tweede en met het discuswerpen behaalde hij brons. In 1996 behaalde hij zijn eerste paralympische titel bij het discuswerpen in de klasse F42 met een worp van 42,80 m, wat op dat moment een nieuw wereldrecord betekende.
In 1998 werd het De Keersmaeker door een arts verboden om deel te nemen aan het WK vanwege een zware blessure. Maar hij deed toch mee en werd daar wereldkampioen in het discuswerpen.
Eind 2001 besloot De Keersmaeker om in Frankrijk te gaan trainen bij een Franse trainer. Omdat dit niet het gewenste resultaat opleverde, is hij in 2003 weer in België gaan trainen onder Tony Duchateau. Wat erin resulteerde, dat hij dat jaar nog wereldkampioen discuswerpen werd.
Tijdens het WK 2011 in Christchurch werd de Keersmaeker tweede op het onderdeel discuswerpen met een afstand van 41.70 meter. Na het WK bleek dat de winnaar Fanie Lombaard uit Zuid-Afrika doping had gebruikt waardoor De Keersmaeker alsnog het goud pakte.
Tijdens de openingsceremonie van de Paralympische Zomerspelen 2012 droeg discuswerper Gino De Keersmaeker de Belgische vlag. Op het toernooi haalde hij een zesde plaats met een worp van 40,17 meter.

## Beste uitslagen

### Paralympische Spelen
| Evenement    | Resultaat | Onderdeel               |
| ------------ | --------- | ----------------------- |
| Atlanta 1996 | goud      | discuswerpen klasse F42 |
| Sydney 2000  | zilver    | discuswerpen Klasse F42 |
| Athene 2004  | zilver    | discuswerpen Klasse F42 |

### Wereldkampioenschappen
| Evenement         | Resultaat | Onderdeel    |
| ----------------- | --------- | ------------ |
| Berlijn 1994      | zilver    | kogelstoten  |
| Berlijn 1994      | brons     | discuswerpen |
| Birmingham 1998   | goud      | discuswerpen |
| Barcelona 1999    | zilver    | discuswerpen |
| Barcelona 1999    | brons     | kogelstoten  |
| Lille 2002        | zilver    | discuswerpen |
| Christchurch 2003 | goud      | discuswerpen |
| Christchurch 2003 | zilver    | kogelstoten  |
| Assen 2006        | goud      | discuswerpen |
| Christchurch 2011 | goud      | discuswerpen |

### Europese kampioenschappen
| Evenement            | Resultaat | Onderdeel    |
| -------------------- | --------- | ------------ |
| Madrid 1997          | goud      | discuswerpen |
| Madrid 1997          | brons     | kogelstoten  |
| Assen 2001           | goud      | discuswerpen |
| Assen 2001           | goud      | kogelstoten  |
| Assen 2003           | brons     | discuswerpen |
| Espoo (Finland) 2005 | goud      | discuswerpen |

## Onderscheidingen
- 2004: Vlaams Sportjuweel